# 陈晋
陈晋（1958年10月—），男，汉族，四川简阳人，中国共产党党员。中华人民共和国作家、第十三届全国人民代表大会湖南地区代表。

## 生平
陈晋毕业于武汉大学中文系和中国社会科学院研究生院。1982年，供职于中华人民共和国文化部中国艺术研究院和中共中央研究室，之后担任中共中央文献研究室副主任，研究员。1984年开始发表作品。1990年加入中国作家协会。著有《文艺观念的世界》、《文学批评的世界》、《毛泽东的文化性格》、《毛泽东与文艺传统》、《毛泽东之魂》、《独领-——毛泽东心路解读》等作品。
2018年2月24日，当选为第十三届全国人大代表。同年3月，升任中共中央党史和文献研究院院务委员。